# Marktplatz (Merkendorf)
Der Marktplatz ist ein Platz in der Stadt Merkendorf im Fränkischen Seenland (Mittelfranken).

## Lage
Der Platz befindet sich innerhalb der mittelalterlichen Stadtmauer und bildet die Mitte der Altstadt Merkendorfs.
Die Hauptstraße, die vom Oberen Tor zum Unteren Tor innerhalb der Stadtmauer verläuft, weitet sich in der Mitte zum Marktplatz, von dem die Schulstraße, die Brauhausstraße und die Adlerstraße abgehen.

## Geschichte
Auf dem Marktplatz wurden im Mittelalter die Jahrmärkte abgehalten. In der Zeit des Nationalsozialismus hieß der Platz Hindenburg-Platz. 
Gegenwärtig veranstaltet die Stadt auf dem Platz alle zwei Jahre das Altstadtfest und alljährlich die Kirchweih. 2016 fand eine Planungswerkstatt unter Beteiligung der Bevölkerung zur Umgestaltung des Marktplatzes statt.

## Bauwerke
Am Marktplatz befindet sich das historische Rathaus mit Krautbrunnen, das Gebäude der ehemaligen Brauerei Hellein, das ehemalige Amtshaus des Vogtes des Fürstentums Ansbach und die ehemalige Zehntscheune. Das Kriegerdenkmal erinnert an die gefallenen Soldaten Merkendorfs in den beiden Weltkriegen. Bis zum Bau des Kriegerdenkmals 1921 stand an der Stelle ein Röhrenbrunnen vor dem Amtshaus.

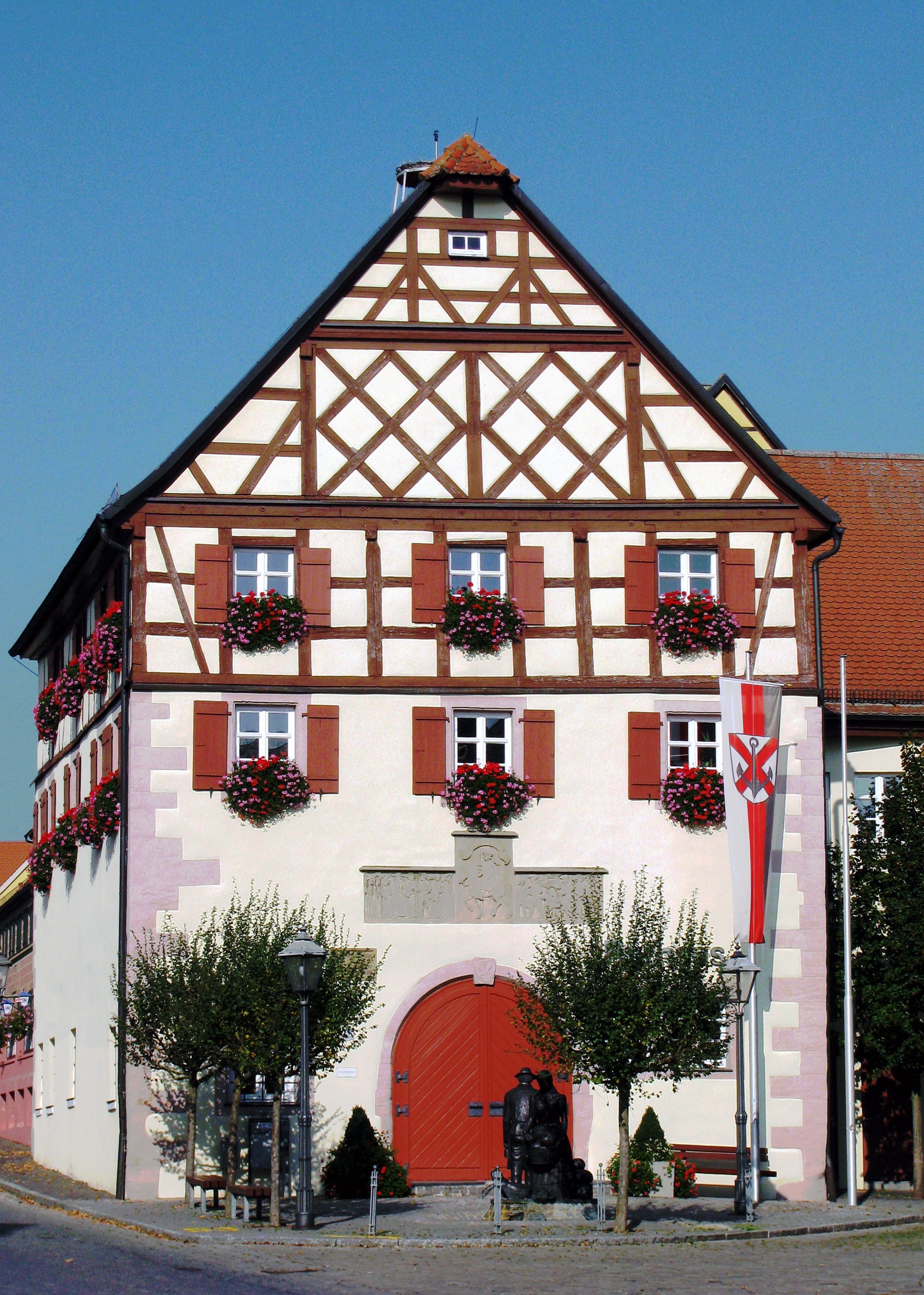
Rathaus
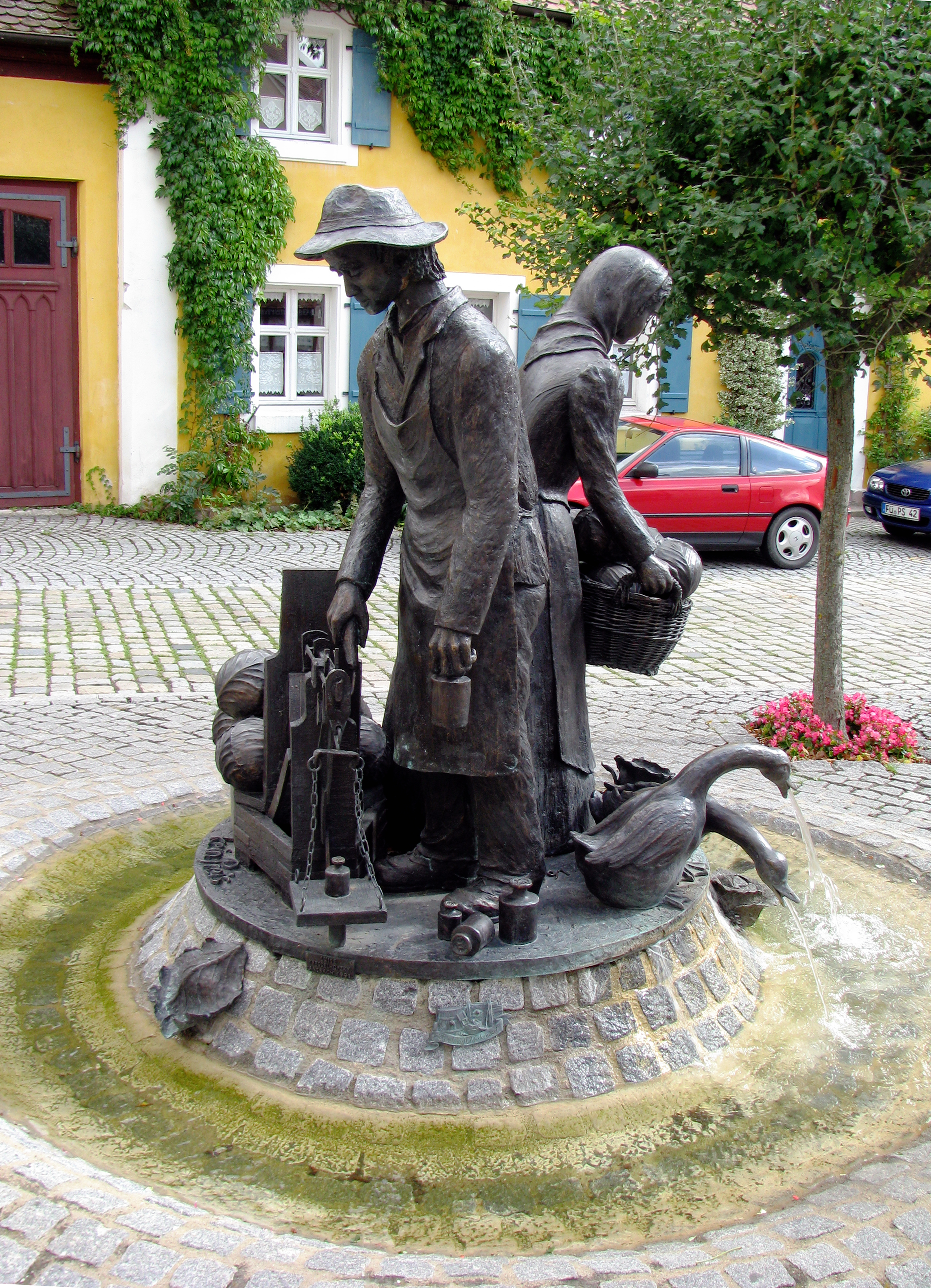
Krautbrunnen vor dem Rathaus
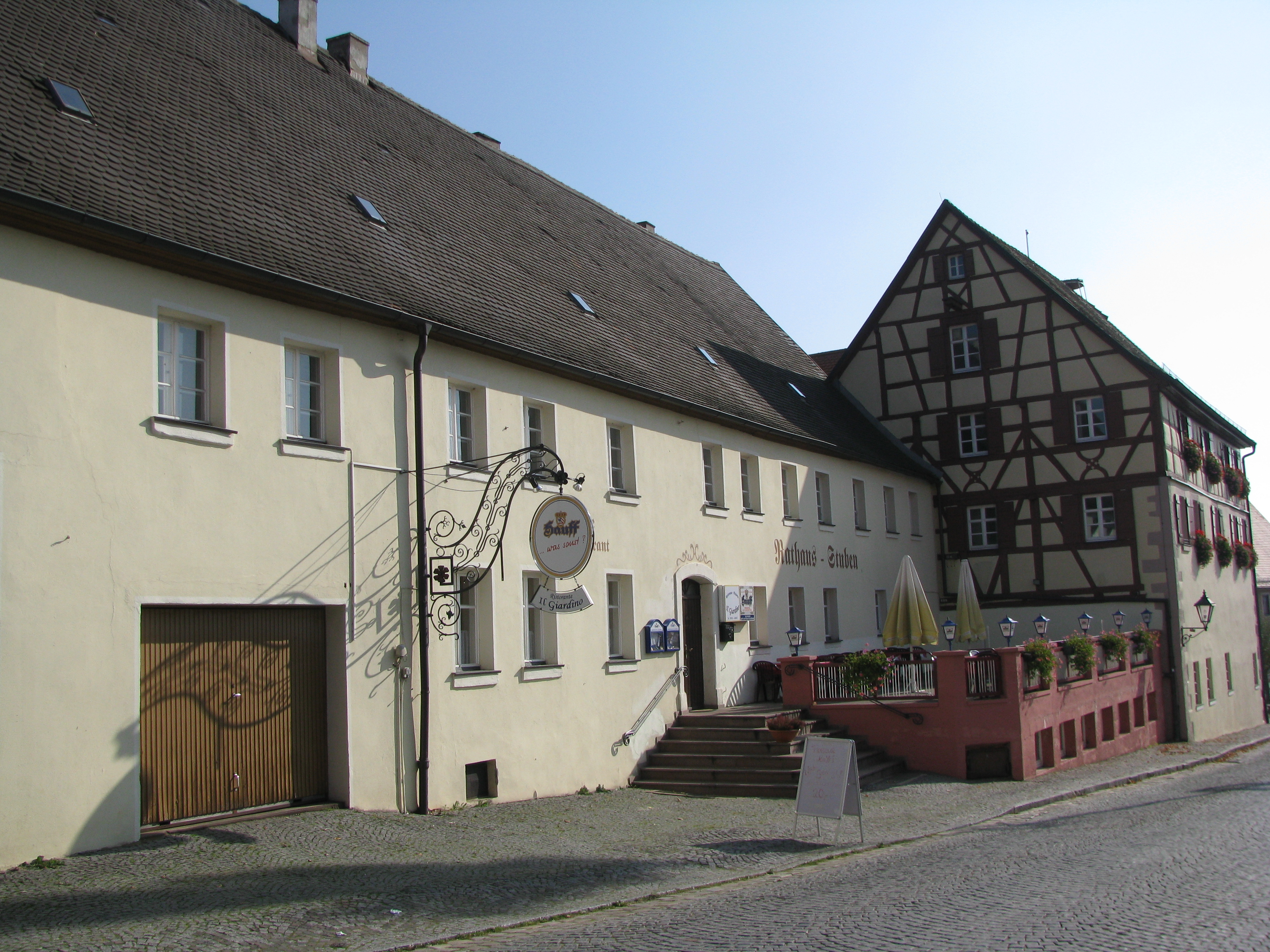
Ehemalige Brauerei Hellein
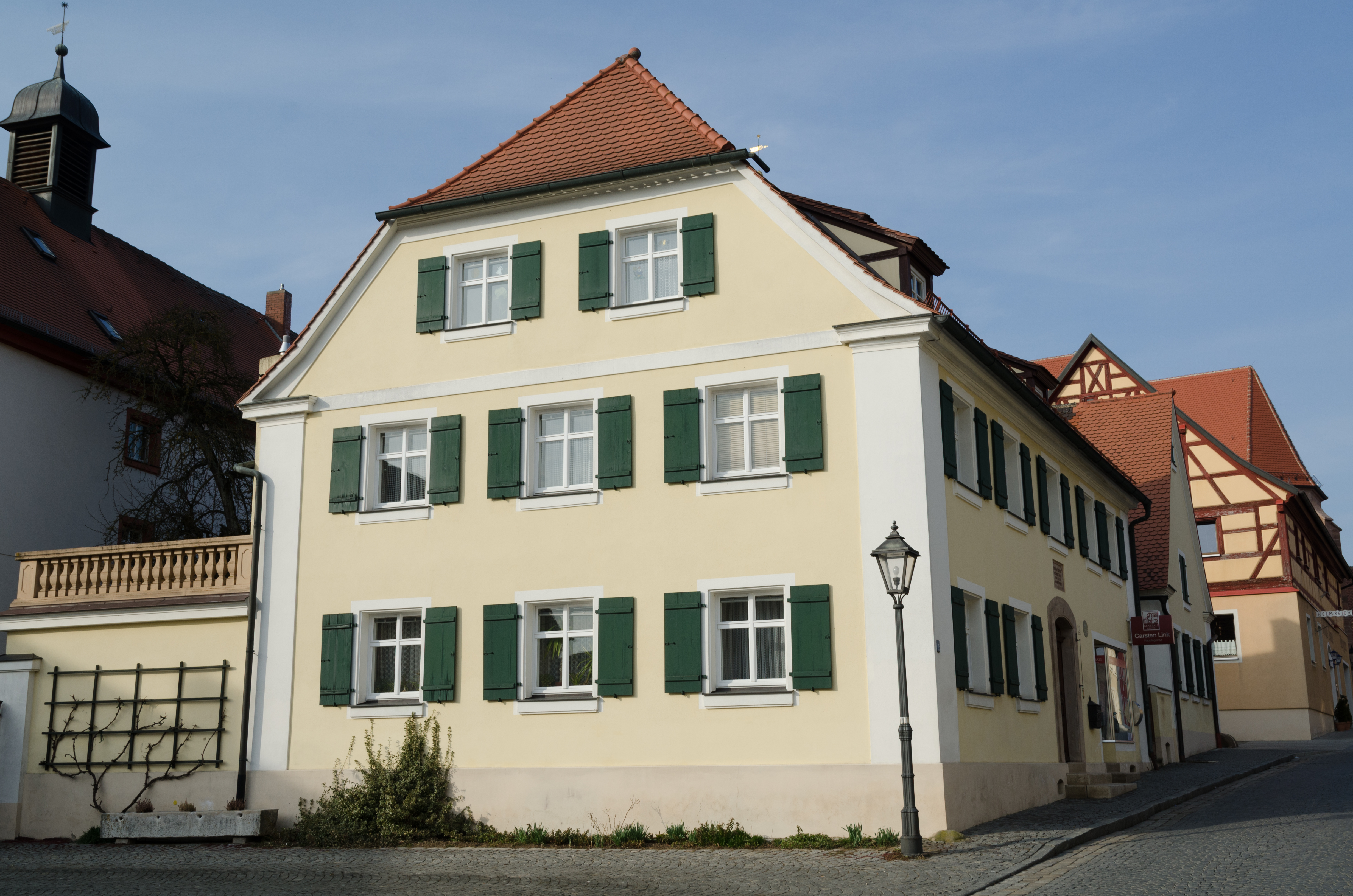
Amtshaus
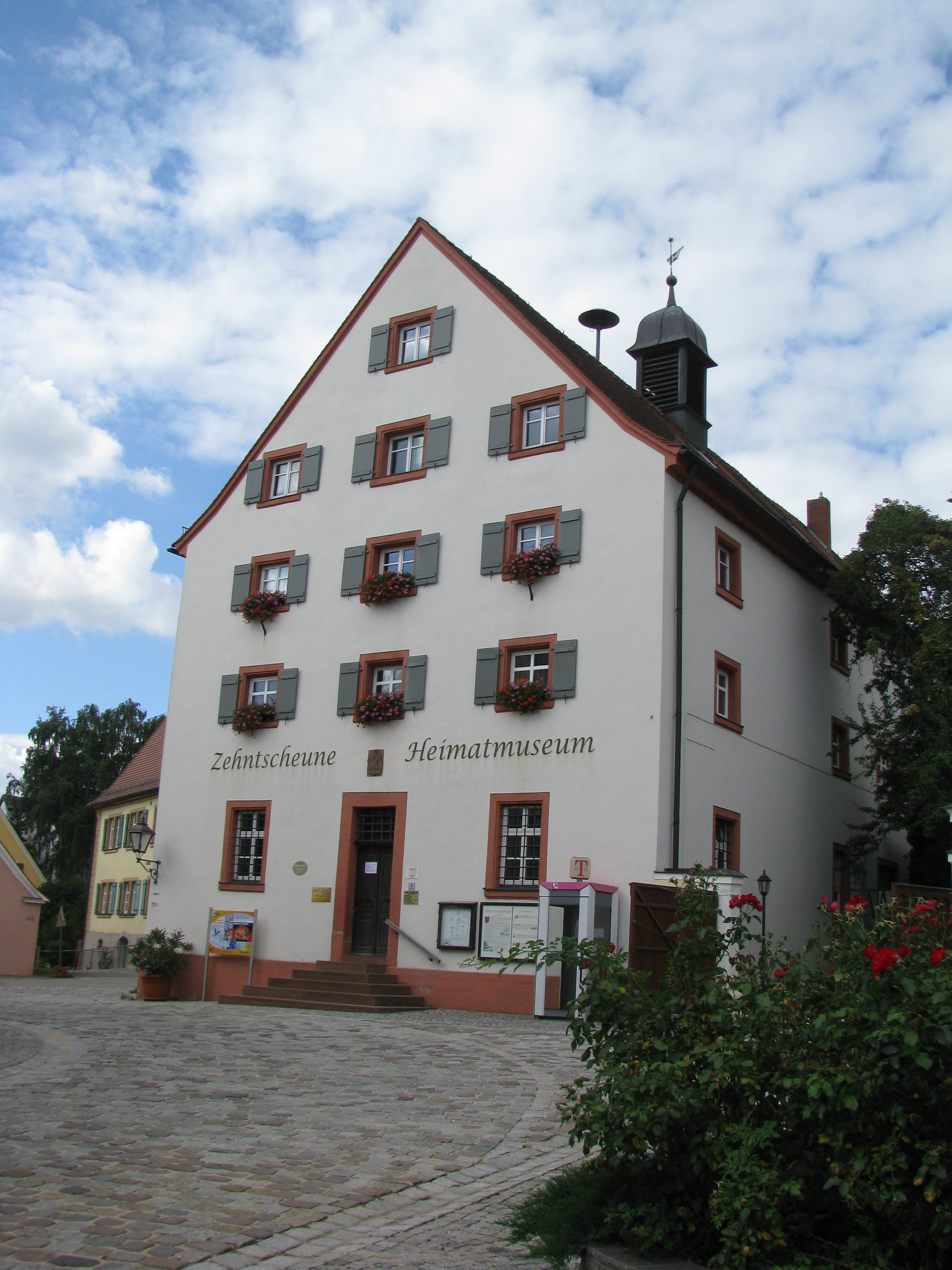
Ehemalige Zehntscheune
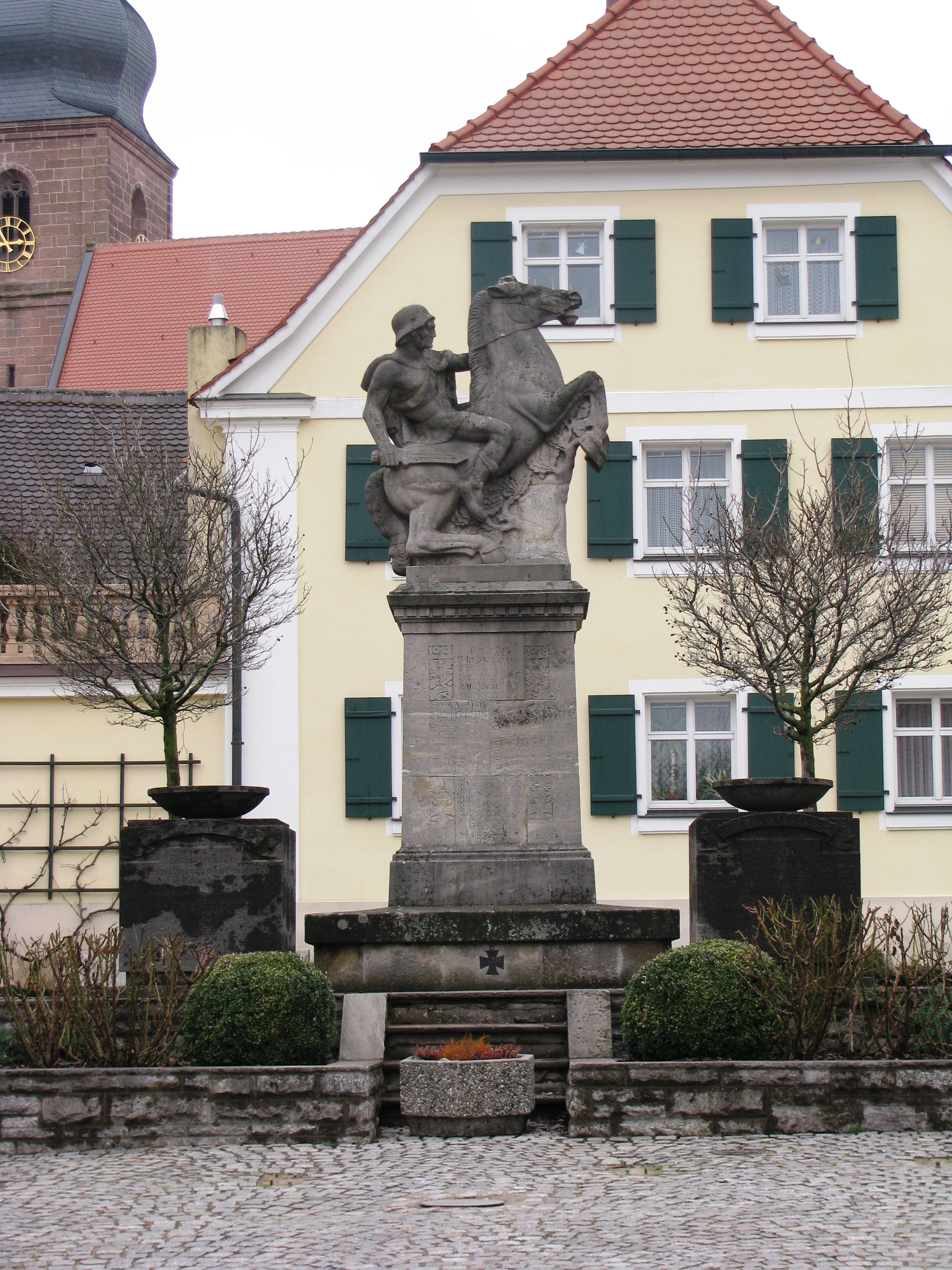
Kriegerdenkmal
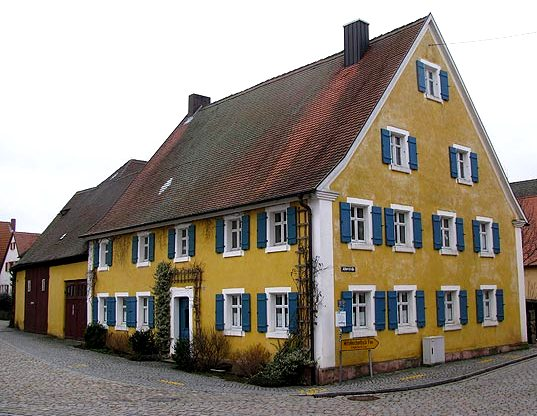
Hermannsschmiede

## Abzweigende Straßen
- Hauptstraße
- Schulstraße
- Brauhausstraße
- Adlerstraße